# Trends in Immunology
Trends in Immunology, abgekürzt Trends Immunol. ist eine wissenschaftliche Fachzeitschrift, die vom Elsevier-Verlag veröffentlicht wird. Die Zeitschrift wurde 1980 unter dem Namen Immunology Today gegründet. Im Jahr 2001 wurde der Name in den heutigen Namen geändert. Sie erscheint mit zwölf Ausgaben im Jahr. Es werden Arbeiten veröffentlicht, die sich mit dem Gebiet der Immunologie beschäftigen.
Der Impact Factor lag im Jahr 2014 bei 10,399. Nach der Statistik des ISI Web of Knowledge wird das Journal mit diesem Impact Factor in der Kategorie Immunologie an siebenter Stelle von 148 Zeitschriften geführt.